# 葭川
葭川（よしかわ）は、千葉県を流れる都川水系の二級河川。上流部はろっぽう水のみちとして整備されている。

## 流路
千葉市若葉区源町の六方調整池に水源を発し、南に流れる。六方調整池を流れると川は地下を流れ、稲毛区萩台町付近で地上に出る。その後中央区東千葉で東寺山排水路と合流する。同区栄町から本千葉町まで川は千葉都市モノレールの下を流れる。本千葉町で川は都川に注ぐ。川は千葉都市モノレール動物公園駅付近から千葉市立千草台東小学校付近までは、稲毛区と若葉区の区境となっている。

## 水質
市内の他の河川同様都市化の進展に伴う生活雑排水等の増加により、公共用水域での水質汚濁が問題となっている。